# Cantonul Roubaix-Centre
Cantonul Roubaix-Centre este un canton din arondismentul Rijsel, departamentul Nord, regiunea Nord-Pas-de-Calais, Franța.